# 아시아인스티튜트
아시아인스티튜트(영어: The Asia Institute)는 서울  에 위치한 싱크탱크로, 아시아 내 정책, 인문학, 과학 분야의 전문가들 및 국제기구, 청소년 등의 연구와 활동을 수행하는 기관이다. 아시아인스티튜트는 기술의 발전, 환경 문제, 국제 관계에 초점을 맞춘 연구를 진행한다.
아시아인스티튜트는 교육, 국제관계,   기후변화 등에 관련된 정책 토론에 있어 차세대와  학생들의 참여를 권장하며, 광범위하게 젊은 청년들과 고등학생 및 대학생들과 함께 일한다.   아시아인스티튜트는 기술적 진화가 가져다 주는 긍정적 가능성 및 위험 요소와 환경 위기에 대한 연구에 집중해 왔다. 특히 환경 위기와 관련하여 아시아인스티튜트는 카이스트와의 협력 하에 대전환경포럼을 설립하였다.
2012년 아시아인스티튜트는 각종 보고서, 기고문, 인터뷰들을 편찬하였고, 벤자민 바버, 노암 촘스키, 프란시스 후쿠야마, 로리 윌킨슨 등 세계 석학들과 의 대화 바탕으로 출판하기도 하였다. 아시아인스티튜 소장은 경희대학교 부교수로 재직중인 임마누엘 페스트라이쉬이다.

## 역사

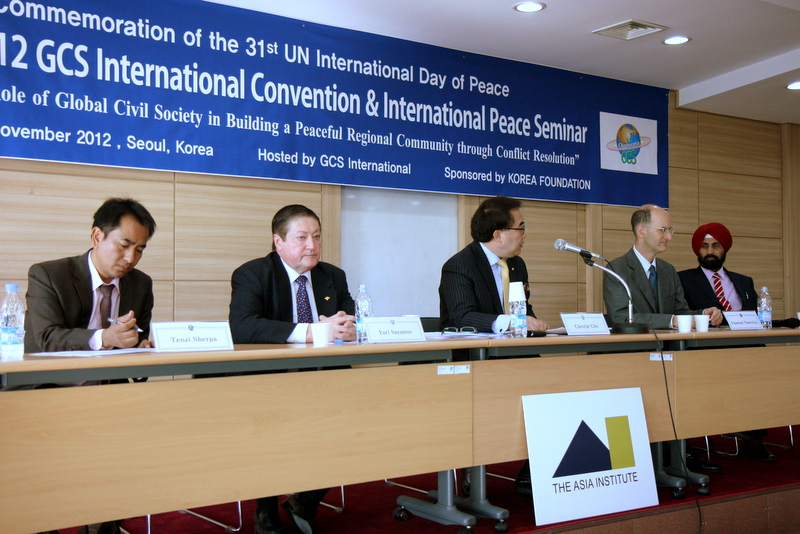
Presenters at The Asia Institute seminar.

아시아인스티튜트는 2007년에 설립되었으며, 본래 대전 우송대학교 솔브릿지 국제경영대학과의 협력 하에 설립되었다.。
아시아인스티튜트는 일련의 보고서를 출판하였으며, 한국생명공학연구원, 한국원자력안전기술연구원, 한국표준과학연구원, 서울대학교, 한국여성과학기술인지원센터와의 협력 하에 수행한 기술 관련 연구에 기반하여 각종 세미나와 콘퍼런스를 개최하였다.

## 주요활동
아시아인스티튜트는 2008년 10월 제 12회 동북아 제한적 비핵지대화 총회를 개최하였다. 아시아인스티튜트는 2009년 카이스트와 한국생명공학연구원의 협력 하에 대전환경포럼을 개최하였고, 2011년 한국표준과학연구원과의 협력 하에 대전컨버전스포럼을 개최하였다.